# Condado de Lake (Florida)

Sello del Condado de Lake

El condado de Lake (Lake County) es un condado ubicado en el estado de Florida. Su sede está en Tavares.

## Historia
El Condado de Lake fue creado en 1887 a partir de porciones del Condado de Sumter y del Condado de Orange. Su nombre se debe a los numerosos lagos en el área. Hay aproximadamente 1400 lagos con nombre.

## Demografía
Según el censo de 2000, el condado cuenta con 210 528 habitantes, 88 413 hogares y 62 507 familias residentes. La densidad de población es de 85 hab/km² (221 hab/mi²). Hay 102 830 unidades habitacionales con una densidad promedio de 42 u.a./km² (108 u.a./mi²). La composición racial de la población del condado es 87,46% Blanca, 8,31% Afroamericana o Negra, 0,33% Nativa americana, 0,79% Asiática, 0,04% De las islas del Pacífico, 1,88% de Otros orígenes y 1,18% de dos o más razas. El 5,61% de la población es de origen hispano o latino.
De los 88 413 hogares, en el 23,40% de ellos viven menores de edad, 58,90% están formados por parejas casadas que viven juntas, 8,50% son llevados por una mujer sin esposo presente y 29,30% no son familias. El 24,60% de todos los hogares están formados por una sola persona y 13,70% de ellos incluyen a una persona de más de 65 años. El promedio de habitantes por hogar es de 2,34 y el tamaño promedio de las familias es de 2,75 personas.
El 20,30% de la población del condado tiene menos de 18 años, el 5,80% tiene entre 18 y 24 años, el 23,80% tiene entre 25 y 44 años, el 23,80% tiene entre 45 y 64 años y el 26,40% tiene más de 65 años de edad. La mediana de la edad es de 45 años. Por cada 100 mujeres hay 93,70 hombres y por cada 100 mujeres de más de 18 años hay 91,10 hombres.
La renta media de un hogar del condado es de $36 903, y la renta media de una familia es de $42 577. Los hombres ganan en promedio $31. 475 contra $23 545 para las mujeres. La renta per cápita en el condado es de $20 199. 9,60% de la población y 6,90% de las familias tienen entradas por debajo del nivel de pobreza. De la población total bajo el nivel de pobreza, el 15,80% son menores de 18 y el 6,30% son mayores de 65 años.

## Ciudades y pueblos

### Municipalidades incorporadas
- Pueblo de Astatula
- Ciudad de Clermont
- Ciudad de Eustis
- Ciudad de Fruitland Park
- Ciudad de Groveland
- Pueblo de Howey-in-the-Hills
- Pueblo de Lady Lake
- Ciudad de Leesburg
- Ciudad de Mascotte
- Ciudad de Minneola
- Pueblo de Montverde
- Ciudad de Mount Dora
- Ciudad de Tavares
- Ciudad de Umatilla

### No incorporadas
- Altoona
- Astor
- Citrus Ridge
- Ferndale
- Lake Kathryn
- Lake Mack-Forest Hills
- Lanier (Florida)
- Lisbon
- Mount Plymouth
- Okahumpka
- Orange Bend (Florida)
- Paisley
- Pine Lakes
- Pittman
- Silver Lake
- Sorrento
- Yalaha

### Administración local
- Junta de comisionados del Condado de Lake
- Supervisión de elecciones del Condado de Lake
- Registro de propiedad del Condado de Lake
- Oficina del alguacil del Condado de Lake
- Oficina de impuestos del Condado de Lake

### Turismo
- Información turística del Condado de Lake

- Datos: Q501029
- Multimedia: Lake County, Florida / Q501029